# Compagni di San Nicola
I compagni di San Nicola sono un gruppo di figure che accompagnano San Nicola in molte tradizioni europee.
Alcuni dei compagni sono: 
- Krampus in Austria, Baviera, Croazia, Slovenia, Ungheria, Alto Adige e Friuli-Venezia Giulia (Italia);
- Klaubauf in Baviera, Austria, Bartel in Stiria;
- Pelzebock, Pelznickel, Belzeniggl, Belsnickel in Pennsylvania;
- Schmutzli in Svizzera;
- Rumpelklas, Bellzebub, Hans Muff, Drapp e Buzebergt ad Augusta;
- Scarabauf  in qualche paese del Trentino al confine con l'Alto Adige.

Le tradizioni di questi compagni sono particolarmente forti tra i popoli germanici.
Nella Repubblica Ceca San Nicola o Svatý Mikuláš è accompagnato dal Čert (diavolo) e Anděl (angelo).
Spesso oggetto di poesie e racconti d'inverno, i compagni di viaggio con San Nicola portano con sé un bastone (a volte un bastone e in tempi moderni spesso una scopa) e un sacco. A volte sono vestiti di stracci neri, con il volto ricoperto di colore nero e capelli scompigliati.